# Conclusion of an Age
Conclusion of an Age – pierwszy album studyjny brytyjskiej grupy muzycznej Sylosis. Został wydany 24 października 2008 roku przez wytwórnię płytową Nuclear Blast.

## Lista utworów
1. "Desolate Seas" – 1:06
2. "After Lifeless Years" – 4:57
3. "The Blackest Skyline" – 4:57
4. "Transcendence" – 4:30
5. "Reflections Through Fire" – 4:29
6. "Conclusion of an Age" – 5:38
7. "Swallow the World" – 5:54
8. "Teras" – 5:20
9. "Withered" – 4:37
10. "Last Remaining Light" – 7:37
11. "Stained Humanity" – 4:30
12. "Oath of Silence" – 5:29